# Howard DGA-6

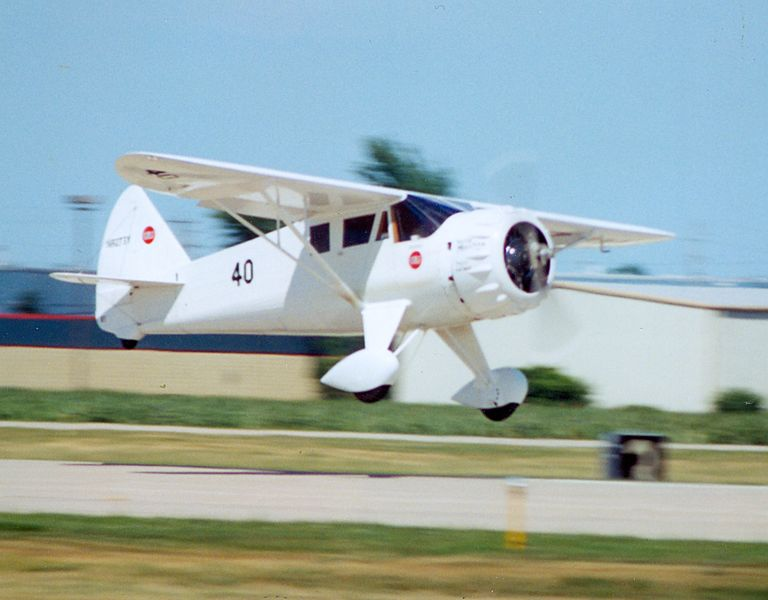
Howard DGA-6 Replica - Oshkosh, Wisconsin, 2002

De Howard DGA-6, bijgenaamd “Mister Mulligan”, was een Amerikaans eenmotorig hoogdekker racevliegtuig, ontworpen en gebouwd door Ben Howard en Gordon Israel. De eerste vlucht was in 1934. Het vliegtuig was speciaal ontworpen om mee te doen aan de Bendix Trophy.

## Ontwerp en historie
De Bendix Trophy was een 3800 km lange race vanaf de Amerikaanse westkust naar Cleveland, Ohio. Het idee achter het concept van de DGA-6 was om de race non-stop te vliegen op grote hoogte (boven de 6000 meter). De lagere topsnelheid werd aldus gecompenseerd door het uitsparen van meerdere tankstops. Het ontwerp van de DGA-6 was sterk gebaseerd op de Monocoupe 110, maar dan iets groter. Omdat het toestel lange tijd boven de 6000 meter vloog was er ook zuurstof-apparatuur voor de piloten aan boord.
De Howard DGA-6 won in 1935 zowel de Bendix Trophy als de Thomson Trophy. In 1936 crashte het vliegtuig tijdens de Bendix race waarbij Ben Howard zwaar gewond  raakte en een been verloor.
Het succes van “Mister Mulligan” leidde op 1 januari 1937 tot de oprichting van de Howard Aircraft Corporation, die de succesvolle vierpersoons opvolgers van de DGA-6 produceerde: de DGA-8 t/m DGA-12 vliegtuigserie. 

## Replica’s
Er vliegen in Amerika nog steeds verschillende replica’s van de Howard DGA-6, “Mister Mulligan”, rond. 